# Chmiel Pierwszy
Chmiel Pierwszy (prononciation : [ˈxmjɛl ˈpjɛrfʂɨ]) est un village polonais de la gmina de Jabłonna dans le powiat de Lublin de la voïvodie de Lublin dans l'est de la Pologne.
Il se situe à environ 7 kilomètres à l'est de Jabłonna (siège de la gmina) et 19 kilomètres au sud-est de Lublin (siège du powiat et capitale de la voïvodie).
Le village comptait approximativement une population de 330 habitants en 2006.

## Histoire
De 1975 à 1998, le village est attaché administrativement à l'ancienne Voïvodie de Lublin.

Depuis 1999, il fait partie de la nouvelle voïvodie de Lublin.